# Le Nœud coulant
Pour les articles homonymes, voir Nœud coulant pour le nœud..
Pour plus de détails, voir Fiche technique et Distribution.
Le Nœud coulant (Pętla) est un film polonais réalisé par Wojciech Has, sorti en 1957, basée sur la nouvelle de Marek Hłasko (Éditions Julliard, 1958).

## Synopsis
Kuba, un alcoolique âgé de trente ans, décide d'arrêter de boire. Mais avant d'aller à l'hôpital, il devra faire face à tous ceux qui le connaissent comme un alcoolique.

## Fiche technique
- Réalisation : Wojciech Has
- Scénario : Wojciech Has et Marek Hłasko
- Photographie : Mieczysław Jahoda
- Montage : Zofia Dwornik
- Musique : Tadeusz Baird
- Durée : 96 minutes

## Distribution
- Gustaw Holoubek : Kuba
- Aleksandra Śląska : Krystyna
- Teresa Szmigielówna : ancien amour de Kuba
- Emil Karewicz : garçon de café
- Tadeusz Fijewski : Władek
- Stanisław Milski : Rybicki